# On a day...
On a day... es el primer disco editado de forma independiente por Emilie Autumn en el año 2000, pese a que fue grabado en 1997. El nombre del disco proviene del hecho de que todas las canciones fueron grabadas en un solo día. El repertorio se compone de canciones de grandes compositores clásicos, junto con algunos temas de la misma Emilie. Actualmente se encuentra descatalogado, pero se puede conseguir como parte del doble CD "Laced/Unlaced" lanzado en 2007.

## Pistas
1. «La folia» (Corelli) - 10:18
2. «Recercada» (Ortiz) - 1:43
3. «Largo» (Bach) - 4:02
4. «Allegro» (Bach) - 3:21
5. «Adagio» (Leclair) - 3:36
6. «Tambourin» (Leclair) - 1:52
7. «Willow» (Emilie Autumn) - 5:49
8. «Revelry» (Emilie Autumn) - 1:56
9. «On a day...» (Emilie Autumn) - 2:30